# Rachel Fuller Brown
Rachel Fuller Brown (Springfield, 23 de noviembre de 1898 - Albany, Estado de Nueva York, 14 de enero de 1980) fue una química estadounidense. Con su socia Elizabeth Lee Hazen desarrolló el primer antifúngico (la nistatina) útil contra la enfermedad de hongos en los humanos, el avance biomédico más importante desde el descubrimiento de la penicilina dos décadas antes. 

## Biografía
Rachel Fuller Brown era hija de Annie Fuller y George Hamilton Brown. Su padre, un agente de seguros, se trasladó junto con la familia a Webster Groves, Misuri, donde Brow asistió a la escuela primaria, aunque en esa época no tuvo un interés inmediato por la ciencia. En 1912, sus padres se separaron. Ella y su hermano pequeño volvieron a Springfield con su madre, que, para ayudar a la economía doméstica trabajó como secretaria y después como administradora de varias iglesias episcopales.
La situación económica familiar hacía pensar que después de los estudios de secundaria Brow dejaría de estudiar para dedicarse únicamente a trabajar. Pero su capacidad de trabajo impresionó a Henrietta F. Dexter, una amiga rica de su abuela, que decidió financiar la matrícula de Brow al Mount Holyoke College de Massachusetts, donde obtuvo su licenciatura en química e historia. Su inclinación por la química, un fuerte campo en Mount Holyoke, tuvo lugar después de recibir un curso de ciencias impartido por la profesora Emma Perry Carr.
Más tarde se fue a la Universidad de Chicago para completar su doctorado en química orgánica y bacteriológica. Durante tres años fue profesora de química y física en la Escuela Francisco Shime cerca de Chicago.
Presentó su tesis (un proyecto de investigación requerido para la graduación) en 1926, pero hubo un retraso en la organización de sus exámenes orales, que ella necesitaba para completar su título. Mientras sus ahorros se acabaron y tuvo que dejar los estudios antes de la obtención del título. Consiguió trabajar como química adjunta en la División de Laboratorios e Investigación del Estado de Nueva York Departamento de Salud en Albany, Nueva York. En el departamento era famosa por sus identificaciones de varios agentes humanos causantes de enfermedades. Siete años más tarde, cuando volvió a Chicago para una reunión científica, Brown se dispuso para hacer sus exámenes orales y finalmente consiguió su título.

## Descubrimiento de antibióticos para hongos
Los primeros trabajos de Brown en el Departamento de Salud se centraron en la identificación de los tipos de bacterias que causa la neumonía, una enfermedad que causa inflamación de los pulmones. Brown ayudó a desarrollar una vacuna contra la neumonía -un agente que se utiliza para combatir la enfermedad- todavía en uso hoy en día. 
En el año 1948 se empezó un proyecto con Elizabeth Lee Hazen, una autoridad en los hongos, que las llevaría al descubrimiento de un antibiótico para combatir infecciones por hongos. La penicilina, un antibiótico utilizado innovador para luchar contra una gran variedad de enfermedades, se había descubierto en 1928, y en los años posteriores los antibióticos se utilizaban cada vez más para luchar contra enfermedades bacterianas. Uno de los efectos secundarios, era el rápido crecimiento de hongos que podrían traer en la boca, el dolor o el malestar estomacal. En 1951, el Departamento de Laboratorios de Salud promovió a Brown para asociarse con Hazen y que continuaran sus investigaciones. Descubrieron dos antibióticos adicionales, falamicina (phalamycin) y capacidina (capacidin).

## Premios
- Las dos científicas fueron galardonadas con el premio Squibb en quimioterapia en 1955.[1]
- Brown ganó el premio al Servicio Distinguido del Departamento de Salud de Nueva York cuando se retiró el año 1968.[1]
- Premio Rhoda Benham de la Sociedad Médica de Micología de las Américas en 1972.[1]
- Fue incluida en el Salón de la Fama de Inventores Nacionales en 1994.[4]